# Louis Standaert
Louis Standaert (Brugge, 3 oktober 1959) is een voormalig Belgisch libertijns politicus.

## Levensloop
Standaert was de enige zoon van de apotheker van het Sint-Janshospitaal in Brugge, Antoine Standaert. Hij studeerde aan het Koninklijk Atheneum in Brugge. Hij slaagde er nadien niet in universitaire studies met succes te volgen en werd zelfstandige.
Van 1991 tot 1995 was hij lid van de Kamer van volksvertegenwoordigers voor de partij ROSSEM van Jean-Pierre Van Rossem. De eensgezindheid duurde niet lang en in 1992 wilde Van Rossem Standaert uit de partij zetten. Het lukte hem echter niet en het was Van Rossem zelf die de door hem gestichte partij verliet. Standaert bleef onder de naam 'Rossem' zetelen tot einde 1994 en zetelde de laatste maanden van het mandaat als onafhankelijke. Toen Standaert tijdens een zomerzitting in korte broek het halfrond binnenwandelde, werd hij door voorzitter Charles-Ferdinand Nothomb verzocht de zaal te verlaten, wat hij deed.
In de periode januari 1992-mei 1995 had hij als gevolg van het toen bestaande dubbelmandaat ook zitting in de Vlaamse Raad. De Vlaamse Raad was vanaf 21 oktober 1980 de opvolger van de Cultuurraad voor de Nederlandse Cultuurgemeenschap, die op 7 december 1971 werd geïnstalleerd, en was de voorloper van het huidige Vlaams Parlement.
Na de opheffing van ROSSEM in 1993 kwam hij bij de verkiezingen van 1995 op met de nieuwe partij BANAAN, die echter geen zetels behaalde in het parlement. Hij verdween toen uit het publieke leven.